# USS Florida (BB-30)
Линейный корабль «Флорида» (англ. USS Florida (BB-30)) — линкор, головной корабль типа «Флорида» флота США. ВВ-30 «Флорида» — пятый дредноут флота США.

## Строительство
Линкор «Флорида» был заложен в Нью-Йорке на верфи «Нью-Йорк Нэйви Ярд» в марте 1909 года. Был головным кораблем типа типа «Флорида» по конструкции почти полностью повторял линкоры типа «Делавэр». Спущен на воду в мае 1910 г. после чего достраивался на плаву. «Флорида» была введена в состав флота в сентябре 1911 года.

## История службы

### Довоенный период
После проведения испытаний проходил боевую подготовку в Карибском море.
Вошёл в состав Атлантического Флота США 29 марта 1912 как флагман 1-й дивизии линкоров. Первым командиром нового линкора был назначен кэптен К. С. Кнапп. До начала Первой мировой войны участвовал в многочисленных манёврах флота и боевой подготовке у Восточного побережья США.
Участвовал в военных действиях в Мексике в 1913—1914 гг, обеспечивая высадку американских оккупационных войск в Веракрусе.

### Первая мировая война
Начавшаяся в Европе Мировая война мало отразилась на повседневной службе линкора.
В октябре 1914 году линкор «Флорида» был включен во 2-ю дивизию линейных кораблей.
В 1916 году проходил боевую подготовку в Чесапикском заливе.
6 апреля 1917 года США объявили войну Германии, прологом к которой стала начатая немцами неограниченная подводная война. ВМС США сформировали 9-ю дивизию линейных кораблей, в которую вошли «Флорида», «Нью-Йорк», «Вайоминг», «Делавэр».
25 ноября 1917 года линкор «Флорида» в составе 9-й дивизии был отправлен через Атлантический океан в Европу. 7 декабря 1917 года прибыл на Оркнейские острова и соединился с британским Гранд Флитом. После прибытия в Скапа-Флоу линкоры 9-й дивизии стали 6-й Эскадрой Гранд Флита. Эскадра базировалась на английской военно-морской базе в Скапа-Флоу. Задача линкоров сводилась к боевому патрулированию в Северном море и сопровождению конвоев союзников в Норвегию.
22-24 апреля стало известно о выходе немецкой эскадры «Флота открытого моря» для перехвата конвоя союзников. 24 апреля 1918 года «Флорида» и остальные линкоры «Гранд Флита» вышли из Скапа-Флоу на перехват немецких линкоров, но те уже направлялись в базы. «Флорида» огневого контакта с немецкими линкорами не имел.
20 ноября 1918 участвовал в эскортировании германского Флота Открытого Моря во время его интернирования.
12 декабря 1918 года линкор сопровождал пароход «Джордж Вашингтон», который вёз президента Вудро Вильсона в Европу для участия в мирных переговорах. Корабли прибыли в Брест, Франция, 13 декабря.
После заключения перемирия с Германией «Флорида» был заменен вступившим в строй линкором «Невада», после чего корабль вернулся в Соединённые Штаты.

### Межвоенный период
В январе 1919 года корабль прибыл на военно-морскую базу ВМС США «Норфолк».
В мае 1919 г линкор отправился к Азорским островам для наблюдений за погодой в интересах военно-морского флота.
В декабре 1920 года линкор совершил турне по Южной Америке с Государственным секретарём Бейнбриджем Колби на борту.
В августе 1920 года присутствовал в Массачусетсе на праздновании 300-летия высадки переселенцев-колонистов в Северной Америке.
В течение следующих трёх лет линкор участвовал в боевой подготовке и учебных походах, был флагманским кораблём флота.
Участвовал в учениях морской пехоты которая отрабатывала тактику амфибийных операций.
По результатам Вашингтонского морского договора 1922 года, линкор «Флорида» был оставлен в строю.
В начале 1924 года, «Флорида» и «Юта» приняли участие в манёврах флота, где выступали в качестве дублёров для новых линкоров класса Колорадо.
После зимних манёвров 1924 года принято решение провести модернизацию энергетической установки линкора.
В июне 1924 года линкор был выведен из эксплуатации для модернизации в Бостоне.

### Модернизация
Основным ресурсом для модернизации стали огромные запасы материалов, оборудования и механизмов, накопленные для так и не реализованной грандиозной программы 1916 года по наращиванию линейного флота США, которая после подписания Вашингтонского морского соглашения 1922 года была отменена.
С 1 апреля 1925 по 1 ноября 1926 года линкор «Флорида» в числе других американских линкоров прошёл капитальный ремонт и модернизацию. Главным направлением модернизации стала замена котлов и перевод линкоров на жидкое топливо. При модернизации были значительно улучшены тактико-технические и эксплуатационные характеристики «Флориды». В ходе реконструкции была усилена броня палубы, наварены бортовые були, усилена горизонтальная защита. Задние решётчатые мачты были заменены на одну, которая была сдвинута к корме. Были демонтированы четыре 5-дюймовые пушки и два подводных торпедных аппарата.

### Завершение службы
Вступив в строй после модернизации, обновлённый корабль служил у Восточного побережья США. Проводил боевую подготовку в составе Атлантического флота, совершал учебный походы.
В июне 1928 года линкор принял участие в совместных учениях армии, военно-морских и сил береговой обороны.
Согласно подписанному Лондонскому морскому соглашению 1930 года, линкор «Флорида» был выведен из состава действующего флота на Филадельфийской военно-морской базе и списан 16 февраля 1931 г. 30 сентября 1932 г линкор был разобран на металл. Корабельный колокол был спасён и передан в Университет Флориды, где он был установлен на вновь построенном стадионе. В 2003 году колокол корабля перенесен со стадиона в музей.